# Erich Ponto
Erich Ponto, född 14 december 1884 i Lübeck, Kejsardömet Tyskland, död 14 februari 1957 i Stuttgart, Västtyskland, var en tysk skådespelare inom teater och film. Ponto medverkade i ett 80-tal tyska filmer och under 1940-talet tillhörde han Tysklands populäraste birollsskådespelare.

## Filmografi, urval
- 1936 – Slutackord
- 1938 – Kvartetten gifter sig
- 1939 – Hallå Janine!
- 1941 – Vad kvinnor drömmer om våren
- 1942 – Den stora skuggan
- 1942 – En natt i Venedig
- 1942 – Diesel
- 1943 – Det gudomliga lättsinnet
- 1944 – Skolans skräck
- 1947 – Möte på hotell
- 1948 – Film utan namn
- 1949 – Den tredje mannen
- 1949 – Vi har funnit varandra
- 1952 – I livets väntrum
- 1953 – Ingen rädder här
- 1954 – Den store kirurgen
- 1954 – Det flygande klassrummet
- 1955 – Himmel utan stjärnor